# ブルーの翼
「ブルーの翼」（ブルーのつばさ、英: Blue Wings）は、高橋洋子の6枚目のシングル。1993年7月14日にキティレコードから発売された。

## 概要
- キティレコードから発売の5枚目のシングル。
- 1993年に放送された日本テレビ系連続ドラマ『嵐の中の愛のように』の主題歌である[1]。

## 収録曲
（全作曲：高橋洋子）
1. ブルーの翼 [5:55]
作詞：田久保真見、編曲：星勝
  - 日本テレビ系連続テレビドラマ『嵐の中の愛のように』主題歌
2. Little Bird [5:00]
作詞：高橋洋子・田久保真見、編曲：嘉多山信
3. ブルーの翼 (オリジナルカラオケ) [5:53]

## 参加ミュージシャン
- ギター：武沢豊（#1）、嘉多山信（#2）
- キーボード：松浦晃久（#1）
- ベース：バカボン鈴木（#1）、藤原和美（#2）
- シンセサイザー：最上三樹生（#1）、小泉洋（#1）
- ストリングス：金子飛鳥グループ（#1）
- ピアノ：湯浅公一（#2）
- パーカッション：伊達弦（#2）
- ドラムス：田中裕二（#2）

## 収録アルバム
| 曲名        | バージョン                     | 収録アルバム                        | 発売日         | 規格品番  | トラック番号 |
| ----------- | ------------------------------ | ----------------------------------- | -------------- | --------- | ------------ |
| ブルーの翼  | （原曲）                       | 『9月の卒業』                       | 1993年8月25日  | KTCR-1240 | #8           |
| ブルーの翼  | （原曲）                       | 『BEST PIECES』                     | 1996年1月25日  | KTCR-1359 | #9           |
| ブルーの翼  | （原曲）                       | 『スーパー・バリュー 高橋洋子』     | 2001年12月19日 | UMCK-8005 | #6           |
| ブルーの翼  | （原曲）                       | 『GOLDEN☆BEST 高橋洋子』            | 2004年2月25日  | UICZ-6055 | #12          |
| ブルーの翼  | （原曲）                       | 『高橋洋子 ベスト10』               | 2007年1月17日  | UPCY-9080 | #4           |
| ブルーの翼  | （原曲）                       | 『エッセンシャル・ベスト 高橋洋子』 | 2007年12月19日 | UPCY-9143 | #5           |
| ブルーの翼  | （原曲）                       | 『高橋洋子 ベストセレクション』     | 2008年11月7日  | TRUE-1004 | #9           |
| ブルーの翼  | アコースティック・ヴァージョン | 『Vertigo』                         | 1993年8月11日  | KTCR-1237 | #11          |
| ブルーの翼  | アコースティック・ヴァージョン | 『Vertigo』                         | 2001年8月25日  | PMR-25009 | #11          |
| Little Bird | Album Version                  | 『9月の卒業』                       | 1993年8月25日  | KTCR-1240 | #9           |
| Little Bird | （原曲）                       | 『BEST PIECES』                     | 1996年1月25日  | KTCR-1359 | #14          |
| Little Bird | （原曲）                       | 『エッセンシャル・ベスト 高橋洋子』 | 2007年12月19日 | UPCY-9143 | #6           |